# İsmail Arca
İsmail Arca (* 5. September 1948 in İnegöl) ist ein ehemaliger türkischer Fußballspieler und -trainer. Durch seine langjährige Tätigkeit und der errungenen Erfolge für Eskişehirspor wird er sehr stark mit diesem Verein assoziiert. Von Fan- und Vereinsseiten wird er als einer der bedeutendsten Spieler der Klubgeschichte aufgefasst und als Büyük Kaptan (dt.: Großer Kapitän) bezeichnet. Mit 418 Spielen ist er der Spieler mit den meisten Erstligaeinsätzen für Eskişehirspor und befindet sich in der Liste der Spieler mit den meisten Süper-Lig-Einsätzen an zehnter Stelle.

## Spielerkarriere

### Verein
Arca zeigte bereits als kleines Kind großes Interesse am Fußballspielen und verbrachte den Großteil seiner Freizeit auf dem Bolzplatz. Hier wurden die verantwortlichen von İnegöl İdman Yurdu (dem späteren İnegölspor) auf ihn aufmerksam und verpflichteten ihn. Bei seinem neuen Verein setzte er sich schnell durch und erzielte mit solchen Mannschaftskameraden wie Vedat Okyar, Hayrettin Endersert, die später alle zu großen Stars ihrer Zeit werden sollten, die Meisterschaft der Bursa Amatör 1. Ligi.
Zum Saisonende wurde er von den Verantwortlichen von Eskişehir Şekerspor (bzw. nach einigen Quellen Eskişehir Fatihspor) entführt und anschließend zum Wechsel überredet. Für diesen Verein war er ein Jahr aktiv und schaffte es in die türkische U-18-Nationalmannschaft.
1965 wurde in Eskişehir der Verein Eskişehirspor gegründet und für die Teilnahme an der TFF 1. Lig angemeldet. Da dieser Verein die Stadt Eskişehir repräsentieren sollte, wurden alle Talente der kleineren Klubs an diesen Verein weitergereicht. So wechselte auch Arca zu Eskişehirspor und zählte damit zu den Spielern der ersten Mannschaft. Bereits in der ersten Saison erreichte man die Meisterschaft der 1. Lig und damit den Aufstieg in die Süper Lig.
Die ersten beiden Saisons in der höchsten türkischen Spielklasse verliefen für Arca erfolgreich. Er absolvierte einerseits nahezu alle Pflichtpartien und andererseits wurde er für die türkischen Jugendnationalmannschaften nominiert. Seine Mannschaft belegte den achten bzw. den neunten Tabellenplatz und fiel als Mannschaft nicht weiter auf. In der dritten Süper-Lig-Saison, der Saison 1968/69, erreichte man völlig überraschend die Vizemeisterschaft der Süper Lig. Bis zu dieser Saison entschieden die drei großen Istanbuler Vereine Beşiktaş Istanbul, Fenerbahçe Istanbul und Galatasaray Istanbul die Meisterschaft der Süper Lig bzw. die Vizemeisterschaft unter sich. Dieser Erfolg war bis dato der größte einer anatolischen Mannschaft im türkischen Fußball. Nach dieser Meisterschaft etablierte man sich als feste Größe im türkischen Fußball und erreichte in den nächsten beiden Spielzeiten erneut die Vizemeisterschaft. In der Spielzeit 1969/70 erreichte man auch das Finale des Türkischen Fußballpokals, verlor dies aber gegen Göztepe Izmir. Die Spielzeit 1970/71 belegte man in der Liga zwar den Vierten Platz konnte aber diesmal den Türkischen Fußballpokal und den Türkischen Supercup gewinnen. Die Saison 1971/72 beendete man erneut als Vizemeister. Eskişehir gehörte bis Mitte der 1970er Jahre zu den Topadressen im türkischen Fußball. Arca hatte über diese Periode als ein ständiger Stammspieler und der Chef der Defensive großen Anteil an diesen Erfolgen. Er stieg auch relativ schnell zum Mannschaftskapitän auf und trug die Kapitänsbinde bis zu seinem Karriereende. Eskişehirspor war zu Beginn der 80er Jahre zu einem Verein geworden war, der gegen den Abstieg spielte. Arca spielte bis ins Jahr 1982 bei seinem Verein und beendete, nachdem sein Verein den Klassenerhalt verpasste, seine aktive Spielerlaufbahn.
Er verabschiedete sich mit einem Abschiedsspiel, in dem Eskişehirspor gegen eine Auswahlmannschaft bestehend aus ehemaligen Nationalspielern antrat.

### Nationalmannschaft
Arca spielte für die türkische U-18- und U-21-Nationalmannschaft, bis er am 24. April 1968 bei einem Freundschaftsspiel gegen die polnische Nationalmannschaft sein Länderspieldebüt für die türkische Nationalmannschaft gab. Fortan wurde er über mehrere Jahre zu einer festen Größe im Nationalteam. Er absolvierte 27 Einsätze für die Türkei und erzielte dabei einen Treffer. Arca war über einen großen Zeitraum als Mannschaftskapitän der Nationalelf tätig.
1974 nahm er mit der Türkei am ECO-Cup teil und gewann zum Turnierende diesen.

## Erfolge
- Mit Eskişehirspor:
  - Meisterschaft der TFF 1. Lig (1): 1965–1966
  - Aufstieg in die Süper Lig (1): 1965–1966
  - Türkischer Vizemeister (3): 1968/69, 1969/70, 1971/72
  - Türkischer Pokalsieger (1): 1971
  - Türkischer Supercup (1): 1971
  - Başbakanlık Kupası (2): 1966, 1972

- Mit İnegöl İdman Yurdu:
  - Meisterschaft der Bursa Amatör 1. Ligi

- Türkische Nationalmannschaft:
  - ECO-Cup (1): 1974